# Concilio de Roma (496)
El año 496 fue convocado un concilio en Roma por el Papa Gelasio que estuvo compuesto de setenta Obispos. 
En él se hizo un Decreto que contiene un Catálogo de las Sagradas Escrituras y es conforme a él que está hoy recibido en la Iglesia Católica. Después de los libros inspirados, dice este mismo Decreto, recibe la Iglesia los cuatro Concilios Generales, de Nicea, de Constantinopla, de Éfeso y de Calcedonia. Después de ellos, los Concilios autorizados por los Padres. Luego, las Obras de San Cipriano, de San Atanasio, de San Gregorio Nacianceno, de San Basilio, de San Cirilo de Alejandría, de San Juan Crisóstomo, de San Hilario, de San Ambrosio, de San Agustín, de San Gerónimo, de San Próspero y la Carta del Papa San León a Flaviano. 
Entre los apócrifos nombra el Decreto los de Fausto de Riez. Después hace el Papa Gelasio la distinción de la Potencia Eclesiástica y Secular en estos términos: 
El Emperador no tiene el nombre de Pontífice, ni el Pontífice la Dignidad Real. Dios ha separado las funciones de la una y de la otra Potencia, para que los Emperadores Cristianos tuviesen necesidad de los Pontífices para la vida eterna y que los Pontífices siguiesen las ordenanzas de los Emperadores para las cosas temporales.